# Fecal Matter
Fecal Matter var et amerikansk punkband, dannet af Kurt Cobain som også spillede i bandet Nirvana.